# Herbertia brasiliensis
Herbertia brasiliensis är en stekelart som beskrevs av William Harris Ashmead 1904. Herbertia brasiliensis ingår i släktet Herbertia och familjen puppglanssteklar. Inga underarter finns listade i Catalogue of Life.